# Lieuwe Visser
Lieuwe Visser (Diemen, 23 augustus 1939 – Amsterdam, 4 maart 2014) was een Nederlandse bariton, operazanger en zangpedagoog.

## Levensloop
Hij was zoon van de Woerdense Gerritje Burggraaf en Sape Visser uit Wonseradeel. Hijzelf was tussen 1964 en 1966 (echtscheiding) getrouwd met  zangeres Anje Benders, dochter van Gerritdina Letteboer en Johan Benders en zus van Mart Benders. Hij hertrouwde met klavecinist Anneke Uittenbosch. Hun zoon Tido Visser werd dirigent en artistiek leider van het Nederlands Kamerkoor.
Zijn  zangtalent werd ontdekt door Janny van Wering tijdens een voorstelling (operasatire) nog op de middelbare school, het Amsterdams Lyceum. Via Laurens Bogtman kwam hij in contact met zangpedagoge Ruth Horna, maar die zag voor hem een zangloopbaan niet zitten; toch stuurde ze hem door naar Jo van de Meent, die Gré Brouwenstijn en Caroline Kaart had onderwezen. Hij zag haar ook zingen in Peter Grimes van Benjamin Britten. Ook Bertus van Lier zag een zangloopbaan wel zitten, maar Visser zelf niet zo. Zijn studie geschiedenis aan de Universiteit van Amsterdam (kandidaatsexamen en scriptie 1967) onder leiding van Jacques Presser leed onder de zanglessen; toch was hij enige tijd historicus. Tijdens die studie waarvoor hij in Rome verbleef had hij les van Giorgio Favaretto aan de Accademia Nazionale di Santa Cecilia in Rome bij. Grote voorbeelden voor hem was Dietrich Fischer-Dieskau en Cesare Siepe. In 1966 werkte hij mee aan het Holland Festival. In 1968 ging hij vol voor de zang. 
Zelf zag hij zichzelf als autodidact, maar kreeg nog kortstondig les van Felix de Nobel voor het zingen van Hugo Wolf-liederen. Veel, gaf hij in 1972 al toe, had hij veel steun van zijn vrouw Uittenbosch.
Als operazanger vertolkte hij vele hoofdrollen en deed hij in vele producties en premières mee van moderne opera's, zoals in Dorian Gray van Hans Kox (Nederlandse Opera, 1974), Frankenstein van HK Gruber (Parijs, 1983), Doktor Faustus van Konrad Boehmer (Nederlandse opera, 1985), Noach van Guus Janssen (1995) en Esmee van Theo Loevendie (Amsterdam, 1995). Ook speelde hij in de opera Gianni Schicchi (Scheveningen, 1979).
Op diverse festivals was hij een gewild gastzanger, zoals tijdens het Karintisch Zomerfestival in Ossiach (1980) en het Glyndebourne Opera Festival (1981).
In 1995 had hij zijn musicaldebuut. Na een aantal voorstellingen van Esmée en Noach was het tijd voor wat anders. Hij zong in Lang leve de opera van Ivo de Wijs, Joop Stokkermans en Lodewijk de Boer. Hij stond toen naast Jasperina de Jong op de podia van de Stadsschouwburg Haarlem en Stadsschouwburg Amsterdam. Hij had al eerder met haar gewerkt bij Jaap van de Merwe en haar voorstelling De engel van Amsterdam. Samen zonder ze ook op Een nieuwe jas, liedjes van Annie M.G. Schmidt.
Visser was ook als concert- en oratoriumzanger actief. Daarnaast gaf hij hoofdvakles zang aan het Conservatorium Maastricht. Als zangdocent verzorgde hij diverse masterclasses. Ook was hij voorzitter van het Amsterdamse Fonds voor de Kunst. Toen hij daar stopte ontving hij de Amsterdamse Frans Banninck Cocqpenning.
Als zanger was hij veelzijdig; zijn combinatie van zowel acteur en vocalist zijn kenmerkte hem. Vooral zijn pleidooi voor hedendaagse Nederlandse muziek maakte hem tot een bekend musicus.
Hij overleed op 73-jarige leeftijd en werd begraven op Zorgvlied.

## Discografie
- Theo Loevendie, Lieuwe Visser, Ensemble M o.l.v. David Porcelijn - De Nachtegaal (LP, Ltd) Composers' Voice (1981)